# MAN SL 202

## MAN SL 202

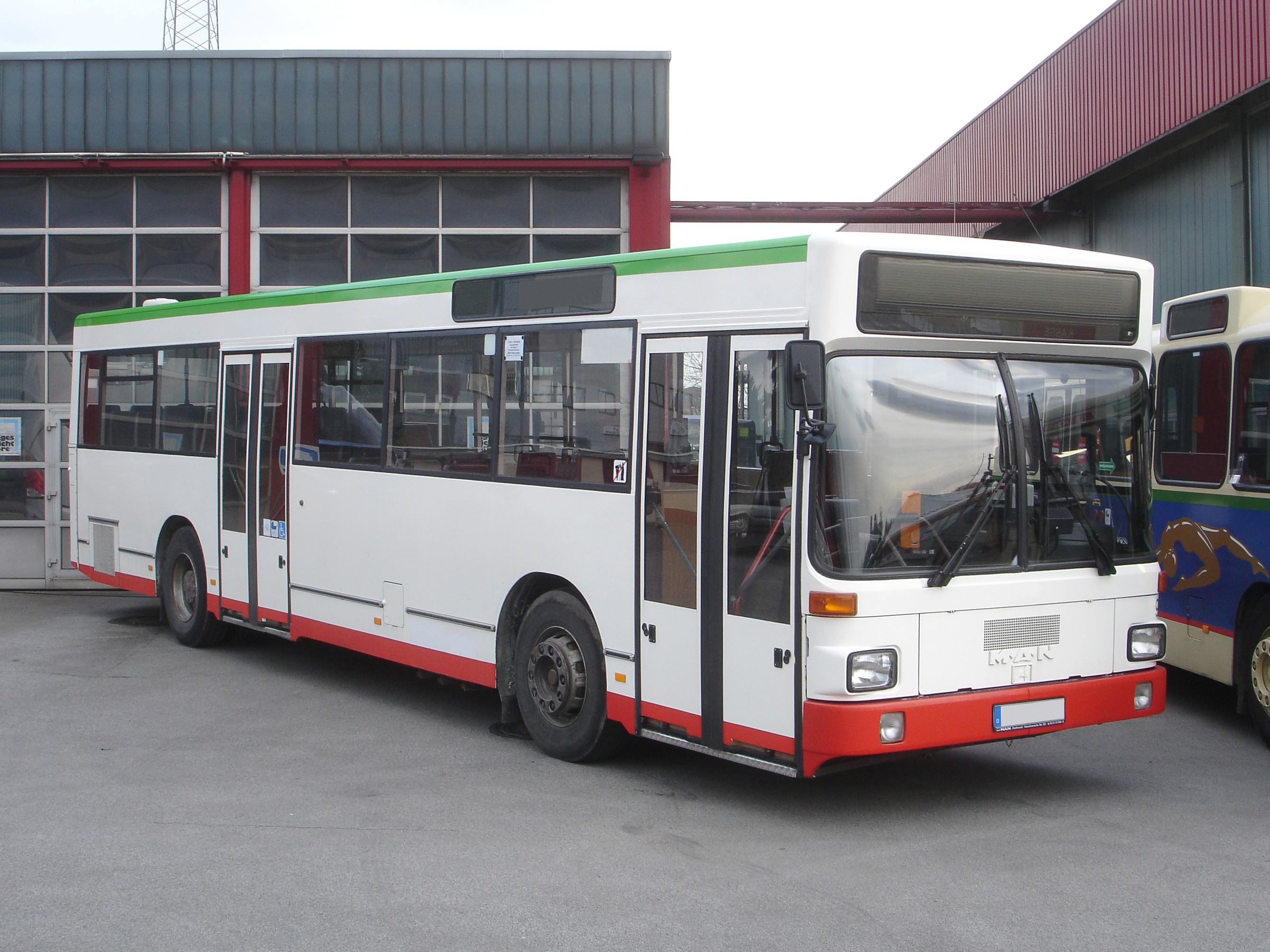
MAN SL 202

Az MAN SL 202 gépjármű VÖV II-es szabvány szerint készült. Az elődjéhez, az MAN SL 200-hoz képest mérsékeltebb sikert hozott. Utódja az 1989-ben megjelent MAN NL 202-es típus lett. A típus gyártását 1995-ben végül le is állították. Ezt követően a magaspadlós kivitel gyártása Törökországban folytatódott MAN SL 222 néven. Elővárosi változata az 1989 és 1998 között gyártott MAN SÜ 242 volt. Kettő- és háromajtós kivitelben készült, de a jobbkormányos változatból létezik egyajtós kivitel is. A típus a világ számos helyén felbukkant, például Németországban, Hollandiában, a Benelux államokban, Franciaországban. Használtan számos Kelet-, Közép-Európai országokban, illetve Kazahsztánba is került pár darab. Amerikai változata, az MAN Americana SL40-102, az Egyesült Államokban is közlekedett, például a Chicago Transit Authority állományában is. Jobbkormányos kivitelben Ausztráliában, Új-Zélandon működött komolyabb mennyiség. A típus licencére a szlovén Avtomontaž gyárban több autóbusz is készült.

### Gázüzemű buszok

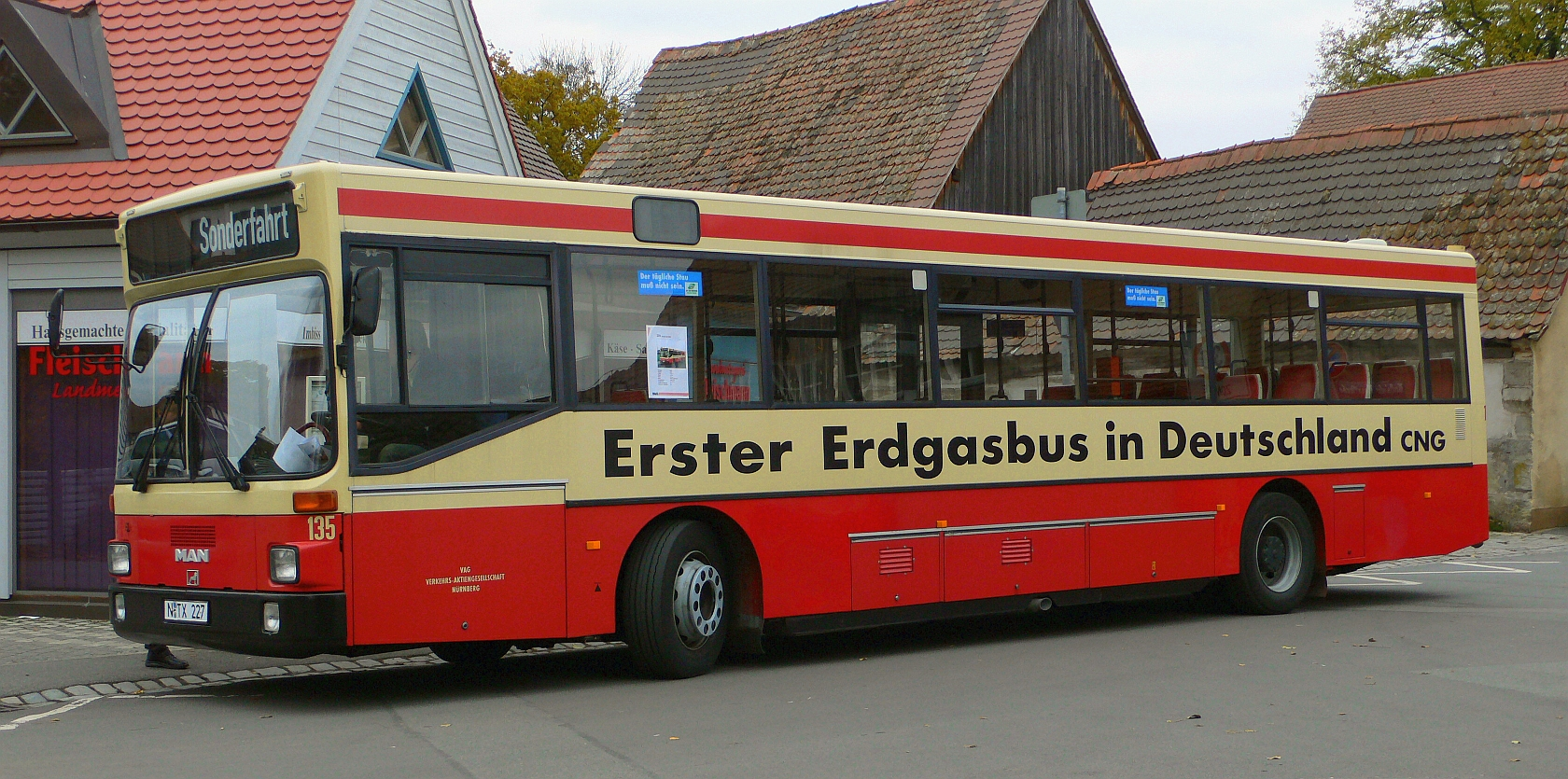
Gázüzemű balkormányos MAN SL 202 Nürnbergben

Az MAN gyártásában a CNG kivitel ennél a típusnál jelent meg először. A CNG kivitelből jobbkormányos változatban vásárolt Ausztráliában a Light-City Buses (64 db), Torrens Transit (42 db). Balkormányos kivitelben mindössze egy darab (a prototípus) készült a nürnbergi közlekedési vállalatnak, 1993-ban. Ezt, miután selejtezték, a Historisches Straßenbahndepot Nürnberg múzeum állományában került megőrzésre.

### Magyarországon
Leginkább magán és szerződéses járatokon üzemelt, de egy ideig a Hajdú Volán is alkalmazta a helyi járatain.